# Československá basketbalová liga 1955/1956
1. basketbalová liga 1955/1956 byla v Československu nejvyšší ligovou basketbalovou soutěží mužů, v ročníku I. ligy hrálo 12 družstev. Titul  mistra Československa obhájilo armádní družstvo ÚDA Praha,  Spartak Praha Sokolovo skončil na 2. místě a  Slávia Bratislava na 3. místě. Z nováčků se udržel jen Spartak VSS Košice, další tři (DA Karlovy Vary, Tankista Praha, Slavoj Vyškov) sestoupili spolu s družstvem  Slovan Bratislava. 
Konečné pořadí:
1. ÚDA Praha (mistr Československa 1956) - 2. Spartak Sokolovo Praha - 3. Slávia Bratislava - 4. Spartak Brno ZJŠ - 5. Tatran Ostrava - 6. Slavia Praha ITVS - 7. Spartak VSS Košice - 8. Slavia Brno - další 4 družstva sestup z 1. ligy: 9. Slovan Bratislava - 10. DA Karlovy Vary - 11. Tankista Praha - 12. Slavoj Vyškov

## Systém soutěže
Všech dvanáct družstev odehrálo dvoukolově každý s každým (zápasy doma - venku), každé družstvo odehrálo 22 zápasů. 

## Konečná tabulka 1955/1956
| Poř. | Tým                     | Z  | V  | P  | Skóre     | Body |
| ---- | ----------------------- | -- | -- | -- | --------- | ---- |
| 1.   | ÚDA Praha               | 22 | 20 | 2  | 1820:1298 | 42   |
| 2.   | Spartak Sokolovo Praha  | 22 | 18 | 4  | 1655:1325 | 40   |
| 3.   | Slávia Bratislava       | 22 | 17 | 5  | 1605:1287 | 39   |
| 4.   | Spartak Brno ZJŠ        | 22 | 14 | 8  | 1590:1352 | 36   |
| 5.   | Tatran Ostrava          | 22 | 14 | 8  | 1493:1369 | 36   |
| 6.   | Slavia Praha ITVS       | 22 | 12 | 10 | 1512:1361 | 34   |
| 7.   | Spartak VSS Košice      | 22 | 9  | 13 | 1351:1484 | 31   |
| 8.   | Slavia Brno             | 22 | 8  | 14 | 1472:1538 | 30   |
| 9.   | Slovan Bratislava       | 22 | 8  | 14 | 1353:1478 | 30   |
| 10.  | Dům armády Karlovy Vary | 22 | 7  | 15 | 1214:1506 | 29   |
| 11.  | Tankista Praha          | 22 | 5  | 17 | 1239:1581 | 27   |
| 12.  | Slavoj Vyškov           | 22 | 0  | 22 | 1139:1861 | 22   |

## Sestavy (hráči, trenéři) 1955/1956
- ÚDA Praha: Miroslav Škeřík, Jaroslav Šíp, Jaroslav Tetiva, Jiří Tetiva, Jiří Matoušek, Milan Merkl, Radoslav Sís, Vladimír Lodr, Karol Horniak, Kadlec, Šourek. Trenér Soudský
- Spartak Sokolovo Praha: Jiří Baumruk, Miroslav Baumruk, Jindřich Kinský, Josef Ezr, Milan Rojko, Dušan Krásný,  Josef Kliner, Vostřel, Bergl, Hofman, Vaník, Kříž, Michálek, Šafránek. Trenéři: Lubomír Bednář, Josef Ezr
- Slavia Bratislava: Boris Lukášik, Dušan Lukášik, Eugen Horniak, Likavec, Poliak, Kvetňanský, Seitz, Šimek, Šimkovič, Tarek, Tiso, Gajdár, Zemaník. Trenér Gustáv Herrmann
- Spartak Brno ZJŠ "A": Ivo Mrázek, Milan Merkl, Zdeněk Konečný, Zdeněk Bobrovský, Miloš Nebuchla, Lubomír Kolář, Radoslav Sís, Vykydal, Brychta, Touš, Helan, Burian, Skokan. Trenér Luboš Polcar
- Tatran Ostrava: Jan Kozák, Zdeněk Böhm, P. Böhm, Sobota, Grulich, Gubrič, Wrobel, Dopita, Tošenovský, Riegel, Bezecný, Prisperin, Souček. Trenér J. Souček
- Slavia Praha ITVS: Nikolaj Ordnung, Jaroslav Křivý, Zdeněk Rylich, Jaroslav Chocholáč, Kadeřábek, Kašper, Podlesný, Janovský, Jirman, Cingroš, Ďurček, Franc, Hraše. Trenér Emil Velenský
- Spartak VSS Košice: Zoltán Krenický, Rudolf Vraniak, Vass, Sahlica, Takáč, Kudernáč, Kavka, Bauernebl, Buberník, Smolen, Novabilský, Matisko. Trenér Kavka
- Slavia Brno: Pavel Nerad, Pokorný, Kurz, Čurda, Lukáč, Nečas, Švanda, Ševčík, Swierk, Homola, Studený, Pospíšek, Levíček, Cábel. Trenér Dvořák
- Slovan Bratislava: Teplý, Tiso, Stanček, Křepela, Steuer, Strýčko, Kantor, Hucl, Nikodým, Filkus, Rehák, Gregor, Maršalka, Ľupták, Sabo. Trenéři: Paus, Stanček
- Dům armády Karlovy Vary: Čermák, Rezek, Hlinka, Ferus, Gardavský, Forman, Matoušek, Krafek, Brzkovský, Koželuh, Procházka, Suttner, Škopek, Ulrych, Pokorný, Straka, Žák, Trenér Hlinka
- Tankista Praha: Bohuslav Rylich, Lehotzký, Šosták, Bombic, Nouzecký, Heinz, Škoda, Rákosník, Ozarčuk, Klementis, Kadlčík, Paluda, Celler, Levíček, Meixner. Trenér Dimitrij Ozarčuk
- Slavoj Vyškov: Sečkář, Rychlík, Fábera, Kostelka, Michálek, Ovčáček, Paluda, Vyškovský, V. Sčudla, Z. Sčudla, Šulc, Weiter. Trenér Gottwald

## Zajímavosti
- V 1. lize hrála v jedné sezóně tři vojenská družstva: ÚDA Praha, Dukla Karlovy Vary a Tankista Praha.
- ÚDA Praha od sezóny 1953/54 v řadě do sezóny 1955/56 získala tři tituly mistra Československa, třetí byl v ročníku 1955/56.